# Walter Douglas

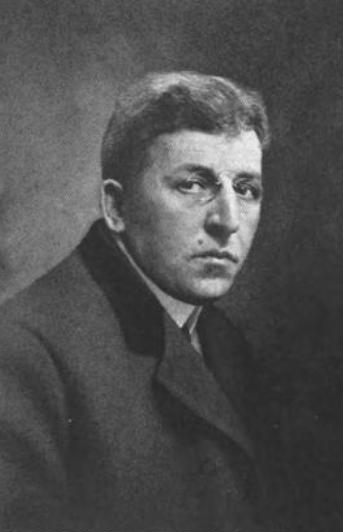
Walter D. Douglas (undatiert)

Walter Donald Douglas (* 21. April 1861 in Waterloo, Iowa, USA; † 15. April 1912 im Nordatlantik beim Untergang der Titanic) war ein US-amerikanischer Unternehmer, Börsenmakler und Industrieller, der vor allem in der Lebensmittelindustrie tätig war und mehreren Unternehmen vorstand. Aufgrund seiner vielen Unternehmungen wurde er als „Captain of Industry“ bezeichnet.

## Werdegang
Walter Douglas wurde 1861 in der Stadt Waterloo in Iowa geboren, die damals noch eine Kleinstadt war. Er war der Sohn von George Bruce Douglas (1816–1884) und Margaret J. Boyd (1825–1901), die beide in die USA eingewandert waren und dort geheiratet hatten. Der Vater war Brite, die Mutter Irin. Er hatte einen Bruder, George Bruce Douglas (1859–1923), der ebenfalls ein erfolgreicher Unternehmer wurde und einen großen Anteil zur Industrialisierung von Cedar Rapids beitrug. Sein Vater George war einer der Mitbegründer des 1901 in Chicago gegründeten Lebensmittelherstellers Quaker Oats Company.
Nach dem Abschluss der High School besuchte Douglas die Shattuck Military Academy in Faribault, Minnesota. Zusammen mit seinem Bruder gründete er die Douglas Starchworks und betrieb die seiner Zeit größte Stärke produzierende Fabrik westlich des Mississippi. Douglas Starchworks entwickelte sich später zu Penick and Ford und schließlich zu Penford Food Ingredients, einer Abteilung der Penford Corporation. 1895 zog Douglas nach Minneapolis, wo er Anteile an der Leinöl herstellenden Midland Linseed Oil Company erwarb, die 1899 an die American Linseed Oil Company verkauft wurde, welche sich zu Archer Daniels Midland entwickelte.
Nach dem Verkauf der Midland Linseed Oil Company wurde Douglas Partner des Getreideherstellers Piper, Johnson & Case. Er hatte außerdem Verbindungen zu zahlreichen weiteren Firmen wie der Canadian Elevator Company, der Monarch Lumber Company und der Saskatchewan Valley Land Company. Ferner war er als Börsenmakler tätig, als Vorstandsmitglied und Geschäftsführer der Empire Elevator Company und als Geschäftsführer der Quaker Oats Company. Diese vielen Geschäftsunternehmungen brachten ihm den Spitznamen „Captain of Industry“ ein. Er häufte ein Vermögen in Höhe von vier Millionen US-Dollar an (nach damaligen Geldwert).

## Familie
Am 19. Mai 1884 heiratete er Lulu Eliza Camp, mit der er zwei Söhne bekam, George Camp Douglas (1885–1925; Artillerist in der Royal Garrison Artillery) und Edward Bruce Douglas (1887–1946; Bildhauer in Frankreich). Lulu starb im Dezember 1899 im Alter von 37 Jahren. Sieben Jahre später, am 6. November 1906, heiratete er Mahala Dutton Benedict (1864–1945). Aus dieser Ehe gingen keine weiteren Kinder hervor.

## Tod
Walter Douglas ging zum 1. Januar 1912 in Pension und verbrachte anschließend drei Monate mit seiner Frau in Europa, wo das Paar unter anderem Mobiliar für sein neues 27-Zimmer-Renaissance-Anwesen in Deephaven am Lake Minnetonka (Architekt: Howard Van Doren Shaw) anschaffte. Um nach Hause zurückzukehren, gingen Walter und Mahala Douglas am 10. April 1912 im französischen Cherbourg als Passagiere an Bord des neuen Luxusdampfers Titanic, der zu seiner von viel öffentlichem und medialem Interesse begleiteten Jungfernfahrt nach New York auslief. Sie wurden von ihrem französischen Dienstmädchen Berthe Leroy begleitet, das seit 1910 für sie arbeitete. Das Ehepaar belegte die Erste-Klasse-Kabine C-86, während Berthe zusammen mit dem Dienstmädchen der Familie Carter in C-138 oder C-140 untergebracht war.
Als die Titanic am späten Abend des 14. April 1912 mit dem Eisberg kollidierte, spürten Walter und Mahala Douglas wie die meisten anderen Passagiere nur eine leichte Erschütterung. Douglas ging zunächst nicht von einer Notsituation aus. Erst als im Verlauf der Evakuierung der Ernst der Lage erkennbar wurde und sie die Anweisung hörten, Schwimmwesten anzulegen, half Douglas seiner Frau in das Rettungsboot Nr. 2, das die Titanic 35 Minuten vor ihrem Untergang mit nur 18 Personen an Bord verließ (die Kapazität lag bei 40 Personen). Auch das Dienstmädchen des Ehepaars befand sich in diesem Boot. Berthe Leroy und Mahala Douglas hatten sich aber zuvor aus den Augen verloren, waren separat voneinander in das Boot gestiegen und waren sich der Anwesenheit der jeweils anderen in der Dunkelheit und der Verwirrung nicht bewusst. 
Walter Douglas kam bei dem Untergang ums Leben. Augenzeugen berichteten später, dass er sich weigerte, das Schiff zu verlassen, während andere an Bord bleiben mussten. Seine Leiche (Nr. 62) wurde von dem Kabelleger Mackay-Bennett entdeckt und auf dem Oak Hill Cemetery in Cedar Rapids neben seiner ersten Frau beigesetzt. Mahala Douglas bediente die Pinne von Rettungsboot Nr. 2 und bekam einen hysterischen Anfall, als das Boot längsseits des Rettungsschiffs Carpathia kam. Sie erhob sich plötzlich von ihrem Platz und schrie „Die Titanic ist mit Mann und Maus untergegangen“. Der Kommandant des Boots, der vierte Offizier Joseph Boxhall, wies sie in harschem Ton an, still zu sein. Mahala Douglas war die erste der 705 Titanic-Überlebenden, die in den frühen Morgenstunden des 15. April an Bord der Carpathia kletterte. Sie starb 1945 und wurde neben ihrem Ehemann in Cedar Rapids beigesetzt.